# カードファイトVマスター
『カードファイト Vマスター』（カードファイト ブイマスター）は、『コミックボンボン』（講談社）に連載されていた漫画作品。
原作は原裕朗&バースデイ。作画はきむら繁による。『コミックボンボン』2002年2月号から2003年3月号まで連載。全15話で、第7話と第8話は同時掲載であった。コミックスは全3巻で、全話収録。各巻にプロモーションカードが付属している。天田印刷加工から発売されていたトレーディングカードゲーム『ミラクルVマスター』とのタイアップ・連動企画作品である。

## 作品概要
バースデイのカードゲーム『大貝獣物語 THE MIRACLE OF THE ZONE』（以下『MOZ』と略す）の後継者として生まれた新カードゲーム『ミラクルVマスター』（以下『Vマスター』と略す）は、前作同様コミックボンボンにてタイアップ漫画が連載された。それが本作である。
『Vマスター』のカードには、「悪の神である『堕神ヴァンダ』を倒すために3人の主人公たちが旅立つ」というストーリーがあるが、本作は実際にカードバトルを行うプレイヤー達の戦いを描いた、『遊戯王』に近い形式の漫画となっていた。この点は、MOZのタイアップ作品であった『召喚王レクス』とは異なっている。
本作には、置かれたカードのデータを読み取ってそのカードキャラのホログラムを作り出すバトル疑似体験マシン「ヴァーチャルスタジアム」が登場する。ホログラムキャラにはそれぞれAIによる人格が与えられており、プレイヤーと会話することもできる。これによって生まれる人間とカードキャラの関係（友情・憎悪）が、ストーリーの中心となっていた。
なお原作者の原裕朗は、MOZの元となったゲーム『貝獣物語』シリーズの中心スタッフである。

## あらすじ
小学生の弁天大丸は、ふとしたことから人気カードゲーム『ミラクルVマスター』の関東チャンピオンと勝負し、勝利する。このことを切っ掛けに、彼は様々な相手とカードバトルを繰り広げることになる。カードキャラ「Vドール」との友情を武器に勝ち抜いていく大丸。しかしそのバトルの裏では、カードキャラに人格を与えるという行為が生み出した、ある「悪意」が動き出していた。

## 主な登場人物

### マスター（プレイヤー）
弁天大丸（べんてん だいまる）
主人公。亀山小学校に通う10歳の小学生。4年3組。スポーツ万能で特にサッカーが得意だが、頭を使うことが苦手で、Vマスターを始めて僅か3日間で20連敗を喫していた。しかしVマスター・ハガーンの教えとVドール達との友情によって自信を持ち、1戦毎に確実に腕を上げるようになっていく。Vドール達を人間と同じように考えており、彼らを死なせるぐらいなら棄権することを選ぶ。最終回では全国大会決勝戦で天上院と対戦していた。ゲーム『Vマスタークロス』にも主人公として登場している。
広瀬アズサ（ひろせ-）
大丸の同級生。昔から仕切り屋で、何かと大丸に世話を焼きたがる。関東大会では風・鳥デッキを手に出場、ベスト8まで進むも東雲シジミに敗れている。難易度の高いエレメンタルパワーコンボを軽々と成立させる幸運の持ち主。
野村乃利（のむら のり）
愛称「ノリ」。大丸の同級生で、メガネをかけている。気弱な性格でカードバトルにも参加できず、強いカードを集めるだけで己を誤魔化していたが、大丸との交流によって次第に自信を持つようになる。森・大地・獣デッキを手に関東大会に出場し、準決勝まで勝ち進むが霞レイジに敗れる。決勝戦の際、大丸に手渡した2枚のカードが、その勝利の鍵となる。
天上院帝（てんじょういん みかど） / 霞レイジ（かすみ-）
大丸らとは違う学校の生徒で、Vマスター関東チャンピオン。天上院グループの御曹司で、帝王（カイザー）の異名を持つ。かつてハガーンからVマスターの極意を授けられたという。Vマスターをクールな頭脳ゲームとして愛しており、華のある勝ち方に拘りを持つ。部下を使って強いカードをカツアゲしたり、Vドールを道具呼ばわりしたりするが、大丸からは「嫌な奴だが根性は腐っていない」と見なされている。大丸との試合でワーストを見殺しにするが、彼なりの情は抱いていたらしく、ヴァーチャルシミュレートマシンを使って救出に向かった。しかしワーストに意識を支配され、その傀儡「霞レイジ」と化し、関東大会に出場することになる。最終決戦では正気に戻り、大丸と共にヴァンダ一味と戦う。その後全国大会決勝戦で大丸と対戦していた。
火浦番次（ひうら ばんじ）
Vマスターの大阪地区チャンピオンで、天上院を倒した大丸と勝負するべく、東京にやってきた。好物はたこ焼き。大丸と同じく、ジョーカー・ジョーを主力カードとして使う。性格も大丸とよく似ているが、ハッタリによる心理戦法も使うなど、腕前は遥かに上であった。デッキが未完成である大丸を倒し、誰もがデッキ作りに苦労していることを説く。「ファイトをすれば皆友達だ」という主義で、大丸の友人となり、関東大会には応援にやってくる。しかし再戦は描かれることなく連載は終了した。
みぎわ鈴（-すず）
水竜デッキを手に関東大会に出場した女性マスターで、優勝候補の1人と目されていた人物。首に鈴を付けている。Vマスター界のみならず、水泳界でも未来の金メダリストと呼ばれており、ファンも多い。「未来の国民的アイドル」を自称しており、傲慢かつ自己中心的な物言いばかりするが、相手の実力はきちんと認める。大丸に敗れた後、彼にVドール「ミラート・ル・アクア」を貸し与えている。
木戸工介（きど こうすけ）
昨年の大会（関東か全国かは不明）の準優勝者で、機械・ガードデッキを手に関東大会に出場した眼鏡の男。「スナイパーデッキ」の異名を持つ。みぎわと並び、優勝候補者と目されていた。Vマスター仲間の兄貴分でサイトも持っており、オフ会もマメという面倒見の良い男だが、いざカードバトルとなるとコンボ封じで相手をじわじわと弱らせるえげつないプレイヤーと化す。常に冷静で、作戦を立てる度に「脳内（ブレイン）コンピューター作動！」と叫ぶ。大丸とは準々決勝戦で戦い、緻密な戦略で彼を追い詰めるが、計算外の成長を遂げた彼に逆転され敗北した。最終決戦ではヴァンダに支配されたシステムの一部を取り戻すことに成功している。
東雲シジミ（しののめ-）
6歳。公式大会初出場ながらも次々に勝ち進む、謎の幼女マスター。闇・光デッキを使う。相手の手札を読むと言われており、「千里眼」の異名を持つ。強いカードの入ったパックを言い当てるシーンもある。感情を殆ど表に出さない。準決勝で大丸と当たるが、試合開始前に突然棄権した。その正体はVドールシステムの開発者である東雲教授の孫であり、祖父を殺したヴァンダの行方を追っていた。全てが終わった後は祖父の遺影を手に全国大会決勝戦に顔を見せていた。
金田カズト(かねだ-)
関東大会予選リーグの出場者で、パワーコンボデッキの使い手。天上院帝にVマスターを教わった後輩で、彼と同じ制服を着ている。だが実は、金持ちで威張り散らしているという理由で天上院を嫌悪していた。大丸と戦い、パワーコンボの連射で圧倒するも、逆にパワーコンボ対決で敗北した後ドラゴンコンボで倒された。可愛らしい少年だが、かなりあくどい表情が多い。
Vマスター・ハガーン
「Vマスターを愛する者の味方」を名乗る、謎の仮面の男。かつて天上院にVマスターの極意を教え、大丸にもカードバトルの心構えを説いた。関東大会ではハガーンガールズというアシスタントを引きつれ、司会進行役として登場。決勝トーナメント1回戦の最中で、ボンボンTVに出演するため抜け出していた。最終決戦では天上院と共に大丸に加勢した。

### 主なカードキャラクター達
「Vマスター」には、カードバトルの中心となる召喚士「Vドール」、召喚モンスター「ゴッドソルジャー」、パワーアップカードである「ゴッドカード」など、様々な種類のカードが存在するが、本作ではキャラクターカード全てに違った人格が与えられている。
ジョーカー・ジョー
火属性の少年Vドールで、本作では大丸が使用。彼を「大丸」と呼ぶ。大丸同様正義感は強いが単細胞な性格。炎を纏ったロッドを投げつける「火炎烈風（ファイアートルネード）」という技を持つ。カナヅチ。実は東雲教授によってヴァンダを倒すためのプログラムが組み込まれた特別製Vドールであり、最終決戦で真の姿へと変化した。
フランツ・リストウィック
大地属性の青年Vドールで、本作では大丸が使用。彼を「大丸どの」と呼ぶ。「冷静で頼りになるが親父ギャグを言う」というカードの設定は、本作でも使われている。ジョー同様カナヅチ。地を走る衝撃波技「グランド・クエイク」を使う。カードイラストにはない扇子を所有している。
パンプー・ジェニー
闇属性の少女Vドールで、本作では大丸が使用。彼を「ご主人様」と呼ぶ。「母の形見のカボチャ型人形を持つ」というカードの設定は、本作でも語られている。カナヅチ。戦いも喧嘩も好きではないが、大丸やジョーらと共に頑張るのが好きなので、ファイトに参加している。第1話から登場しているが、第3話から衣装の色が変わった。攻撃を受ける度に服をボロボロにされる。ゴッドカード「闇の神ダムー」の使用によってパワーアップすると巨乳の大人の姿に成長する（カードに成長するなどという設定はなく、本作のアレンジである）。カボチャの人形の目から光線を出す「パンプー・フラッシュ」という技がある。常にカボチャの帽子を被っており、単行本3巻のカバー袖ではその中身がネタにされていたが、同巻の裏表紙イラストで中身を明かしている。なおカードでの設定年齢は11歳なので、大丸より年上である。
ジョーカー・ジョー（浪速のジョー）
火浦が使用しているVドールで、大丸のジョーの別個体。口調はマスター同様関西弁。最終回ではヴァーチャル空間内から全国大会決勝戦を観戦していた。
薬治・リン（やくじ-）
森属性の女性Vドールで、本作ではノリが使用。彼を「マスター」または「ノリくん」と呼ぶ。健気な性格で、うろたえる彼を励ます。レイジ戦ではボロボロになりながらも戦いを続けようとするが、ドラゴンコンボの直撃を受けて破壊された。最終回で浪速のジョーらと共に決勝戦を観戦するリンが登場しているが、修復されたのか別個体なのかは不明である。
チチ・クールトン
水属性の少女Vドールで、本作ではみぎわが使用。「ベス・クールトンの娘」というカードの設定は、本作でも語られている。母のような一人前のVドールを目指している。戦いのあと、ジェニーとは友人になったようである。最終回では浪速のジョーや母らと共に決勝戦を観戦していた。
ベス・クールトン
水属性の女性Vドールで、本作では金田カズトとみぎわがそれぞれ使用していた。前者の個体は台詞が一切なかったが、後者の個体はみぎわを「主（あるじ）」と呼び、誇り高い女戦士として描かれていた。
ミラート・ル・アクア
水属性の少女Vドールで、本作ではみぎわから貸し与えられる形で、大丸が使用。みぎわを「鈴様」と呼んでいた。踊り子であるため暇さえあれば踊っている。口調は上品だが、気取り屋でジョーを見下している。最終回では浪速のジョーらと共に決勝戦を観戦していた。
赤き炎の巨龍（あかきほのおのきょりゅう） / 火の神ヴォル
ノリから大丸に貸し与えられた強力なゴッドソルジャーカード。口から火炎を吐く「火炎地獄」という技を持つ。天上院との戦いでジョーを守らねばならないと感じ、彼を救った。関東大会決勝戦でノリから大丸に譲られ、ジョーと共にヴァンダ一味と戦う。実はヴァンダを倒すためのプログラムが組み込まれたもう1つのカードであり、スペシャルカード「究極神の聖なる光」によって火の神ヴォルへと変化、ジョーの真の力を解放した。
ワースト
不気味な老人の姿をしたVドールで、本作では天上院が使用。彼を「マスター」と呼んでいた。大丸との戦いで100ドラゴンコンボを受けて破壊されたかと思われたが、データの残骸となってヴァーチャル空間内で生き延びていた。周囲のデータを吸収することでサイボーグのような姿へ変化し復活を遂げ、大丸とジョー、更には自分を見殺しにした天上院への復讐を企む。ヴァーチャル空間内に入ってきた天上院の意識を捕らえてその体を支配し、更にジョーらのデータから3体の「超Vドール」を生み出し、関東大会に乗り込む。決勝戦で正体を現し、ジョーらを葬ろうとするが敗北する。身を挺（てい）してVドールを庇い、生きる理由を見つければいいと言う大丸を見て復讐心を捨てるが、これまでの行動は知らないうちにヴァンダに利用されていたものにすぎなかった。デビル・ジョーの一撃によって致命傷を負いながらも天上院の意識の元へ向かい、彼を開放、大丸との約束を果たせた己に満足して倒れる。その後修復されたらしく、天上院のVドールとして全国大会決勝戦に出場していた。
デビル・ジョー
本作ではワーストによってジョーカー・ジョーのデータを元に生み出された「超Vドール」という設定。大丸のジョーに対して激しい憎悪と殺意を抱いている。別個体のジョーカー・ジョーに擬態して関東大会に参加、決勝戦で正体を現し、ジョーらをヴァンダの元へと連れ去った。ゴッドソルジャー「黒き炎の邪龍」を操る。最終決戦では天上院らの攻撃を受け、それでもジョーを殺そうと立ち上がるが、腹にロッドの一撃を叩き込まれて破壊された。
ダイナマイト・ジェニー
パンプー・ジェニーのデータを元に作られた超Vドール。身のこなしが素早く、爆弾を武器にしている。常に高笑いをしながら攻撃するサディスト。パンプー・ジェニーの服を最初にボロボロにしたのは彼女である。最終決戦で天上院の攻撃を受けて破壊された。
デバス・リストウィック
フランツ・リストウィックのデータを元に作られた超Vドール（カードではフランツの兄弟）。ガトリングガンを武器にしている。常に無表情。他の2体と違って冷静な性格で、状況判断力に優れている。最終決戦で天上院によってダイナマイト共々破壊された。
堕神ヴァンダ
Vマスターカードのストーリー上の最終ボスとして作られた存在だが、設定通りの「悪」としての自我に目覚め、東雲教授を殺害した。全てのコンピュータを支配して人類への反乱を起こそうと企んでいたが、真の力に目覚めたジョーに倒される。

## ゲーム
『Vマスタークロス』は2002年7月26日にサクセスから発売された、ゲームボーイアドバンス用ゲームソフト。